# Bernard Marszałek
Pour les articles homonymes, voir Marszalek.
Bernard Waldemar Marszałek (né en 1976 - mort le 30 avril 2007) est un pilote motonautique polonais, fils de Waldemar Marszałek.

## Biographie
En 2002 il remporte la deuxième place au championnat d'Europe dans la classe O-350. En 2003 il devient champion du monde dans la même classe à Żnin en Pologne et champion de Pologne dans la classe O-250. En 2004 lors du championnat du monde à Podolsky Most en Tchéquie, Bernard est blessé à la colonne vertébrale à la suite d'un grave accident. Il reprend la compétition en 2006 après une longue convalescence, la même année il gagne la médaille de bronze au championnat de Pologne dans la classe O-700. Bernard Marszałek meurt le 30 avril 2007 probablement d'une crise d'asthme.

## Decorations
Le 7 mai 2007 il est décoré de la Croix du mérite polonaise (Krzyż Zasługi) à titre posthume.